# Ugljan (Ort)
Ugljan ist ein Ort mit 1070 Einwohnern im nordwestlichen Teil der Insel Ugljan (Kroatien).
Ugljan liegt am regionalen Verkehrsweg, der entlang der Insel verläuft und verfügt über einen kleinen Hafen, an dem kleinere Jachten anlegen können; ein Ankerplatz für größere Schiffe befindet sich südöstlich des Hafens.

## Sehenswürdigkeiten
In Ugljan gibt es einige historische Sehenswürdigkeiten aus der frühen Antike wie die Villa Rustica, ein Mausoleum aus der Spätantike und die Überreste einer frühchristlichen Basilika. Weiters findet sich eine alte Ölpresse aus dem 1. Jahrhundert.
Am Kap an der Nordseite des Hafens findet sich ein altes Franziskanerkloster von 1430 mit einer einschiffigen gotischen Kirche von 1447 und interessanten romanischen Kapitellen.
Neben der Bucht Batalaza wurden Reste einer römischen Villa gefunden, südöstlich Reste eines prähistorischen Baues.

## Wirtschaft
Wirtschaftsgrundlage sind Landwirtschaft, Weinbau, Olivenbau, Obstbau, Fischerei und Tourismus.
Koordinaten: 44° 8′ N, 15° 6′ O